# Palpkäkar
Palpkäkarna (Chelicerata) är leddjur som har kroppen indelad i en framkropp, även kallad prosoma, och en bakkropp, även kallad opisthoma. På framkroppen återfinns 4 benpar, samt pedipalper och de palpkäkar (chelicerer) som givit understammen dess namn. Bakkroppen saknar extremiteter och kan bestå av som mest 12 segment. Som hos andra leddjur så återfinns munnen mellan det andra och tredje segmentet, men chelicerata saknar i motsats till andra understammar känselspröt. På framkroppen återfinns vanligen ögon.
Klasser:
- Merostomata (Sjölevande palpkäkar med gälar) - med familj dolksvansar
- Havsspindlar (Pycnogonida) (Sjölevande palpkäkar med snabel)
- Spindeldjur (Arachnida) (Jordlevande palpkäkar med fyra benpar) som omfattar bland annat spindlar, skorpioner och kvalster